# Мечеть Соколлу Мехмед-паші
Мече́ть Соколлу́ Мехме́да-паші́ (тур. Sokollu Mehmet Paşa Camii) — османська мечеть в районі Фатіх у Стамбулі. Побудована в 1568—1572 роках за ініціативою великого візира Соколлу Мехмеда-паші та названа на його честь. Автор проєкту — видатний османський архітектор Сінан.

## Екстер'єр
Мечеть відома своїм архітектурно складним розташуванням на крутому схилі. Сінан вирішив це питання, поставивши перед мечеттю двоповерховий двір. Нижній поверх був розділений на магазини, орендна плата яких була призначена для підтримки утримання мечеті. У верхньому поверсі з відкритим двором були проміжки між стовпчиками, огородженими з трьох боків, утворюючи невеликі кімнати, у кожній з невеликим вікном, каміном та нішею для зберігання постільних речей, що утворюють житлові приміщення для медресе. Четверта сторона подвір'я — сама мечеть, яка виконана як шестикутник, вписаний у прямокутник, увінчаний куполом із чотирма маленькими напівкуполами в кутах. Купол має діаметр 13 метрів і висотою 22,8 метра (75 футів). Фонтан для омивання у дворі має дванадцять колон. Єдиний мінарет розміщений у північно-східному куті мечеті.

## Інтер'єр
Інтер'єр мечеті Соколлу Мехмеда-паші відомий керамікою Ізніка, прикрашеною різноманітними квітковими візерунками синього, червоного та зеленого кольорів. Мінбар виконаний з білого мармуру. Вікна над міхрабом мають вітраж. Над головним входом, обрамленим позолоченим мідним полотном, є фрагмент Кааби.

## Галерея

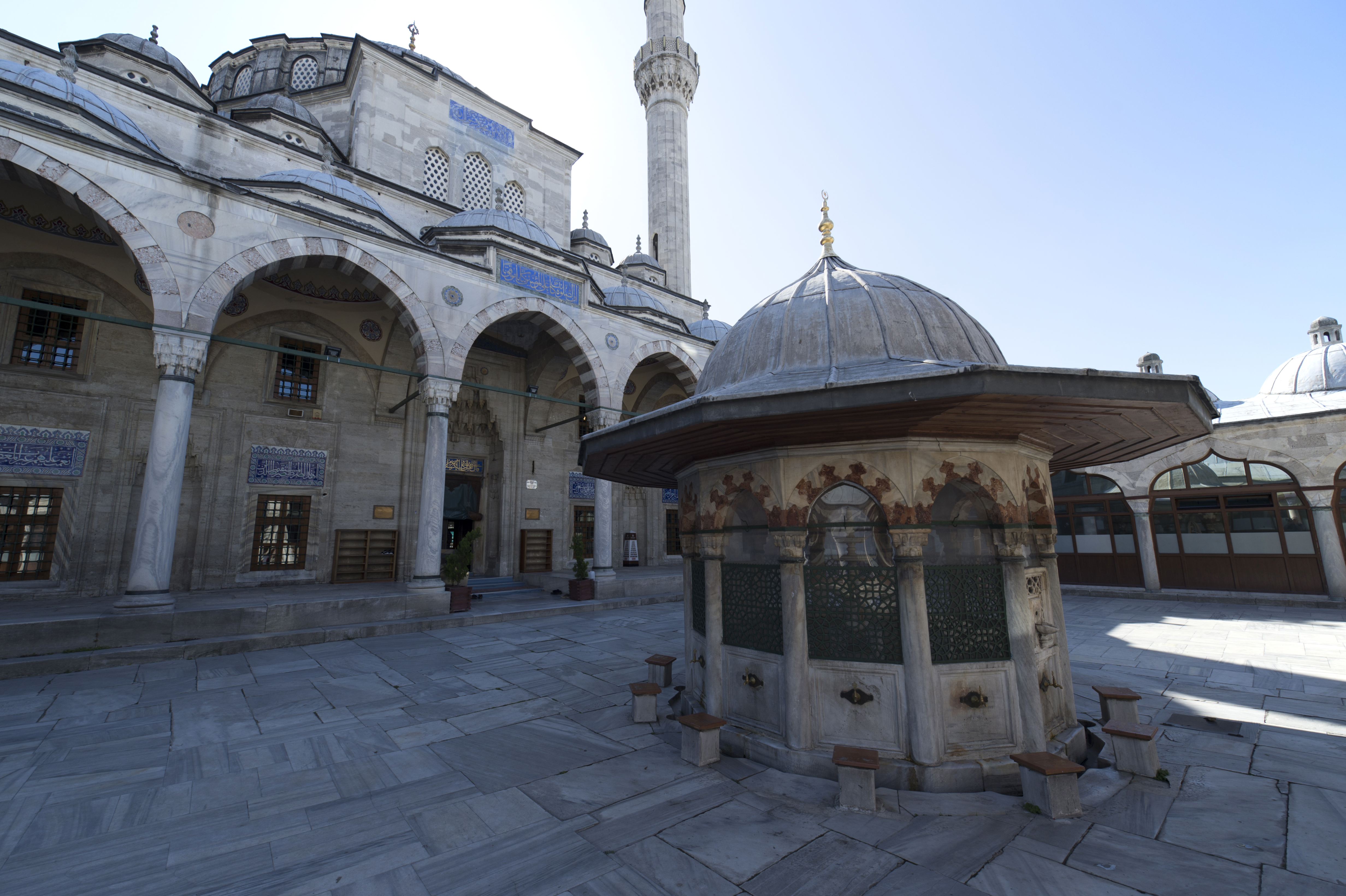
Внутрішній двір
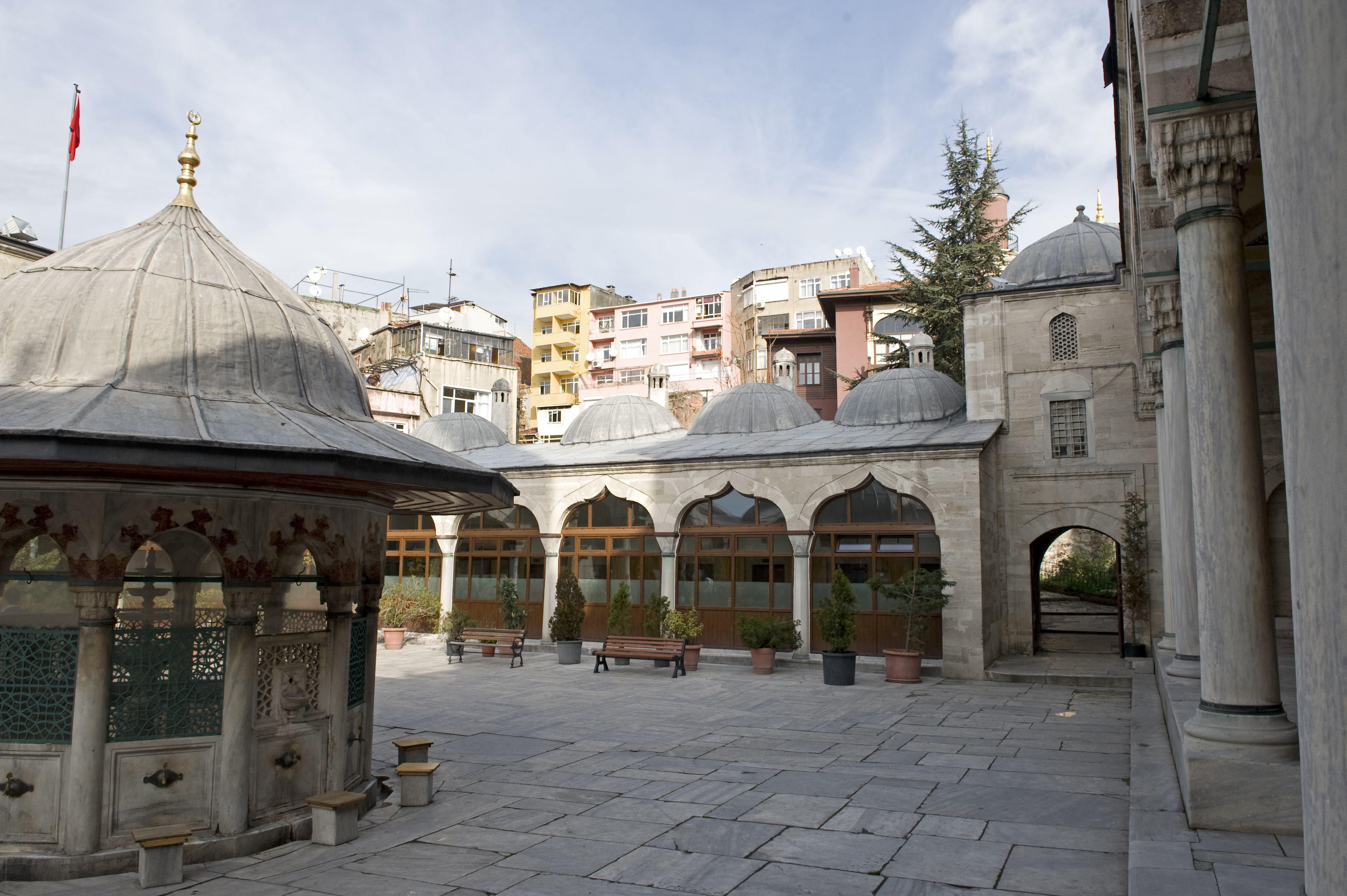
Внутрішній двір
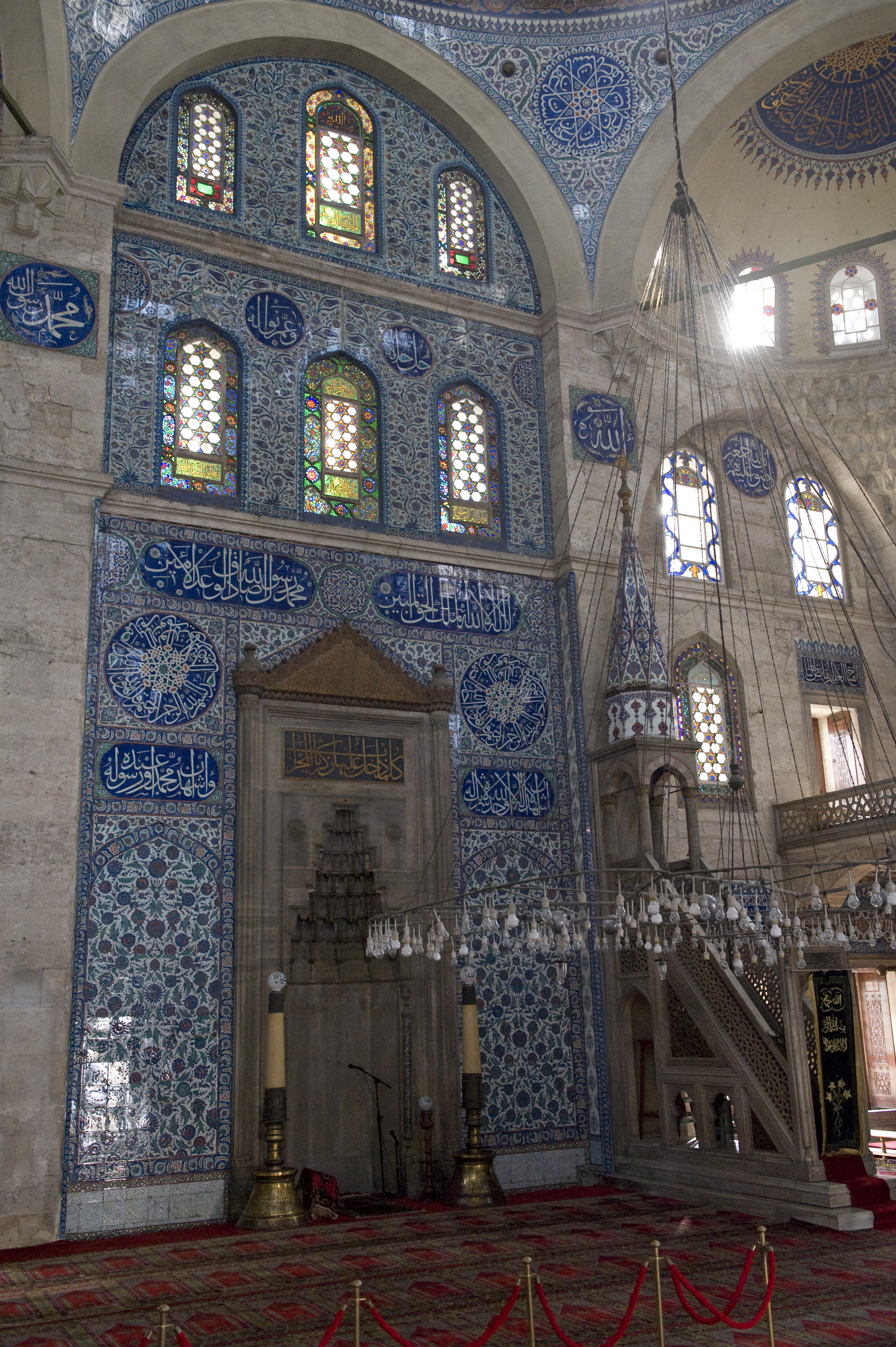
Міхраб
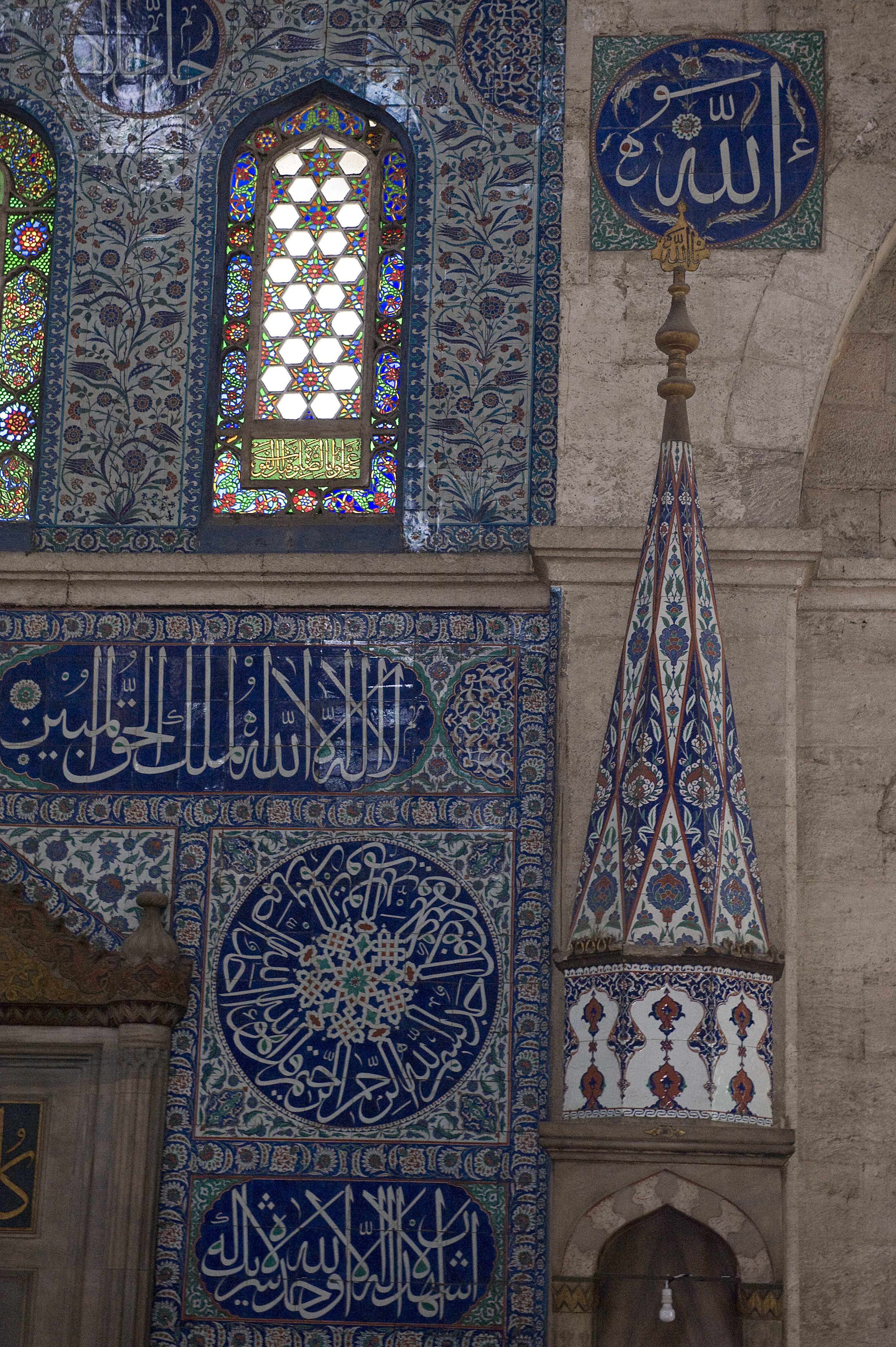
Мінбар